# Karl Wilhelm Bauerle

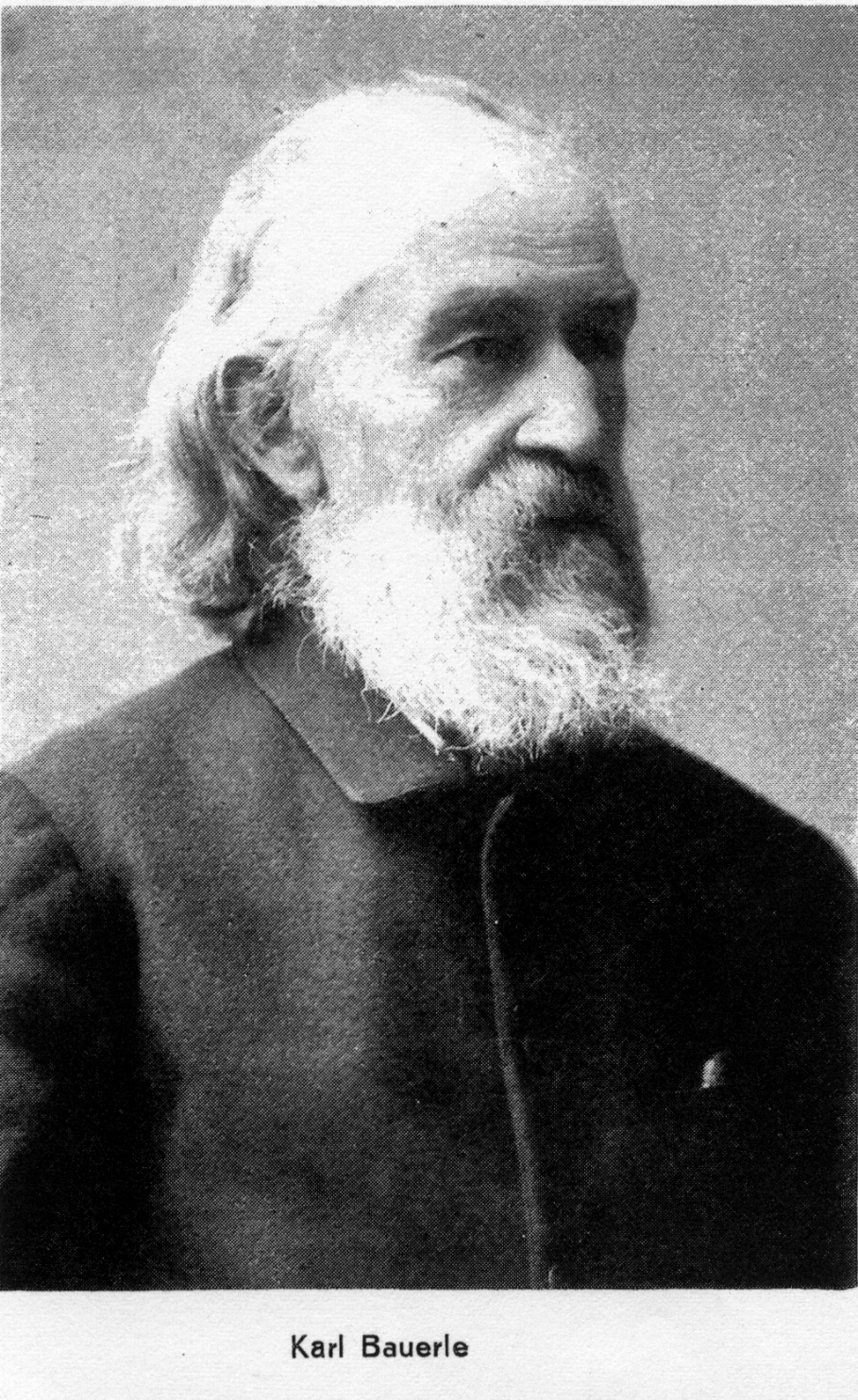
Karl Bauerle im Alter von etwa 80 Jahren

Karl Wilhelm Friedrich Bauerle (* 5. Juni 1831 in Endersbach, heute Stadtteil von Weinstadt; † 26. August 1912 in Aichelberg im Schwarzwald, heute Stadtteil von Bad Wildbad) war ein Kunstmaler, der als Porträtmaler internationalen Ruhm an deutschen Höfen und später am britischen Hof von Königin Victoria erlangte.

## Leben
Karl Wilhelm Friedrich Bauerle (auch: Carl Bauerle/Bowerley) führte ein bewegtes Leben, das durch seinen Glauben (Pietismus), sein künstlerisches Talent, seine Liebe zu Kindern sowie durch persönliche Rückschläge geprägt war.
Geboren in Endersbach im Remstal (Königreich Württemberg), wanderte Karl Bauerle 1836 im Alter von fünf Jahren mit seinen Eltern mit dem Segelschiff in die Vereinigten Staaten von Amerika aus, wo seine Eltern dann als Farmer lebten. Dort lernte der begabte Junge den Beruf des Kupferstechers bei seinem Onkel in Cincinnati. 1859 kehrte er nach Deutschland zurück und wurde unter Rustiges Leitung Schüler der Kunstschule in Stuttgart. Ermöglicht wurde ihm die Ausbildung zum Porträt- und Genremaler durch ein Stipendium des württembergischen Königs Wilhelm I.
Als Porträtmaler arbeitete er für die Fürsten zu Hohenlohe-Langenburg, die ihn an ihre königliche Verwandtschaft empfahlen. Er wurde vom britischen Thronfolger, dem späteren König Eduard VII., nach Großbritannien gerufen, um Porträts der königlichen Familie anzufertigen. Vor allem Kinderporträts sind Bauerles Markenzeichen. Einige Prinzen- und Familienbilder vom britischen Hof aus damaliger Zeit befinden sich im Museum von Sandringham House. Er wohnte seit 1870 mit seiner Familie in London, wo schon nach einem halben Jahr seine erste Frau, Amalie Irion, bei der Geburt des fünften Kindes verstarb.
1872 und 1873 war die Familie vorübergehend in Stuttgart und zur Erholung in Schaffhausen in der Schweiz, wo jener kleine in London geborene Sohn an Scharlach verstarb. Im Frühjahr 1873 verehelichte sich Karl Bauerle mit seiner zweiten Frau, Mathilde, geb. Erhardt und verzog mit der Familie endgültig nach London. Im Jahre 1876 wurde er britischer Staatsbürger. „Die Zahl der drei überlebenden Geschwister aus erster Ehe vermehrte sich im Lauf der Zeit um fünf weitere … je zwei Geschwister (aus der ersten und aus der zweiten Ehe) sind im zarten Alter gestorben.“
Seit 1. Juni 1900 wohnte er mit seinem Sohn (Karl) Theodor Bauerle jeweils im Sommer für einige Jahre in Hülben in der „Villa“, dem ehemaligen Ateliergebäude von Carl (Theodor) Bubeck, das der pietistische Schulmeister Johannes Kullen geerbt hatte. Diesen Lehrer porträtierte er mehrfach. Im nahen Urach (Württemberg), heute Bad Urach, arbeitete er 1900/1901 zusammen mit seinem Sohn Theodor an der Ausgestaltung der Amanduskirche im neugotischen „Dolmetsch-Stil“.

### Kinder und Familie
Drei Kinder traten in die Fußstapfen des Vaters und wurden Künstler: Karl Theodor Bauerle aus erster Ehe wurde Kirchenmaler und arbeitete oft eng mit seinem Vater bei großen Wandmalereien zusammen. Aus zweiter Ehe wurden Amalie Bauerle als Jugendstil-Kinderbuch-Illustratorin und Martha Bauerle ebenfalls als Buch- und Kalender-Illustratorin bekannt.

### Künstlerische Stationen
- Arbeit und Studium bei Carl Theodor von Piloty in München
- 1863: 1 Jahr Stipendiat von Königin Olga von Württemberg, geb. Großfürstin von Russland, und Aufenthalt in Italien, vermutlich beim Vorläufer der Villa Massimo in Rom

## Bilder und Museen

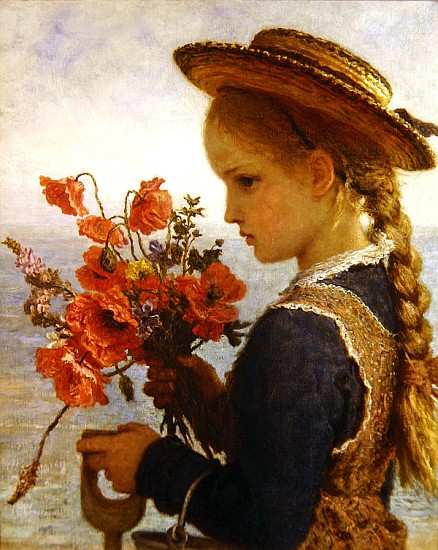
Mädchen mit Mohnblüten

- Stadt Weinstadt-Endersbach, 4 Bilder: Die Waisen, Jesus mit Maria und Martha, Der barmherzige Samariter und 1 Mädchenbild
- Alte Staatsgalerie Stuttgart, 1 Bild: Die Waisen
- Chi Mei Museum, Taiwan siehe Paintings – 19th Century – „Among the Ferns“, 1 Bild: Among the Ferns, 1877, 205×165 cm
- England, Sandringham House, mind. 4 Bilder, Kinderporträts von Prinzen, z. B. „Princess Louise and Princess Victoria of Wales“, ca. 200 × 200 cm und Arthur Duke of Connaught aus der viktorianischen Zeit

### Ausstellungen
- 1878: Weltausstellung in Paris
- 2001: Württemberg, Maler entdecken Land und Leute, Wolf Eiermann, Staatsgalerie Stuttgart 2001
- 2012: Sonderausstellung aus Anlass des 100. Todestages des Künstlers im Heimatmuseum Beutelsbach, Nachbarort vom Geburtsort Endersbach, vom 24. Juni bis zum 28. Oktober